# منذر الدجاني
منذر عز الدين إسماعيل الدجاني (أبو العز؛ 24 أغسطس 1944 – ) دبلوماسي وسياسي فلسطيني، عمل ممثلًا لمنظمة التحرير الفلسطينية لدى عدة دول على مدار سنوات طويلة. يُعد عضوًا في المجلس الوطني الفلسطيني وأحد سياسيي حركة فتح.

## حياته
وُلد منذر الدجاني عام 1944 إبان فترة الانتداب البريطاني على فلسطين.
درس الدجاني في جامعة أسيوط بكلية الهندسة، وعندما كان في السنة الأخيرة وقعت حرب 1967 مما اضطره لترك الدراسة والتطوع والمشاركة بكتائب الفدائيين.
كُلف قائدًا للثورة في منطقة العرقوب قرب جبل الشيخ، ولاحقًا في منطقة إربد، وبعد أيلول الأسود كُلف بقيادة قوات الكرامة.
في 22 سبتمبر 1973، دعاه رئيس منظمة التحرير ياسر عرفات إلى بيروت وكلفه بقيادة قوات فلسطينية على الجبهة المصرية قوامها 3 آلاف مقاتل إلا أنها لم تشارك في حرب أكتوبر 1973 لعدم علمها بموعد الهجوم.
نتيجة لحرب 1973 وتعطل مطار القاهرة، توجه إلى ليبيا وطار إلى لبنان وانضم للقوات المتواجدة هناك حتى عام 1975.
بدأ حياته الدبلوماسية وعمل ممثلًا لمنظمة التحرير لدى إسبانيا والبرتغال ودول في أمريكا اللاتينية، ومن ثم لدى الجزائر وآخرها مصر.
حيث عمل ممثلًا لمنظمة التحرير لدى الجزائر بين عامي 1983 و1992. وسفيرًا لدولة فلسطين لدى الجزائر بين عامي 2000 و2005.
في 27 سبتمبر 2005، قرر الرئيس محمود عباس تعيينه سفيرًا لدولة فلسطين لدى مصر اعتبارًا من 31 أكتوبر 2005.
في 14 فبراير 2006، وافق الرئيس عباس استثنائيًا على تمديد خدمة الدجاني سفيرًا لدى مصر حتى 25 فبراير 2007.
في 29 أكتوبر 2017، أصدرت المحكمة العليا في رام الله قرارًا ببراءة الدجاني من تهم نسبت له ومُنع على إثرها من السفر لسنوات.